# Cimetière militaire français de Bitola
Le cimetière militaire français de Bitola est un cimetière militaire de la Première Guerre mondiale rassemblant les sépultures de plus de 13 262 soldats de l'Armée française tués sur le Front d'Orient.

## Localisation
La cimetière militaire français est situé au nord-est de la municipalité de Bitola, le long de la route menant à Logovardi, à environ 3 km du centre de Bitola.

## Contexte
À la suite de l'échec de la bataille des Dardanelles, la Bulgarie entre en guerre en s'alliant aux puissances centrales en octobre 1915 et mène une offensive victorieuse en Serbie. Afin de soutenir les troupes serbes, les troupes françaises et britanniques issues du Corps expéditionnaire des Dardanelles débarquent à Salonique, au nord de la Grèce. L'aide alliée arrive cependant trop tard pour secourir les forces serbes qui doivent battre en retraite face aux forces allemandes, austro-hongroises et bulgares. Les forces françaises et britanniques avancent vers la Varda mais doivent battre en retraite après les batailles de Kosturino (en) et de Krivolak (en). Les armées alliées, battues, se retranchent à Salonique. De septembre à décembre 1916, une offensive alliée permet d'avancer et de prendre Monastir (aujourd'hui Bitola). Le front se stabilise jusqu'en septembre 1918 où la manœuvre d’Uskub sonnera la fin des combats avec la Bulgarie qui signe l'armistice de Thessalonique.

## Histoire
Le cimetière militaire français de Bitola est inauguré le 15 septembre 1923,.

## Tombes
Le cimetière comprend 6262 tombes individuelles, ainsi que deux ossuaires contenant entre 7 000 et 10 000 soldats français.